# Zethes humilis
Zethes humilis là một loài bướm đêm trong họ Erebidae.